# Fairytale Fights
Fairytale Fights ist ein von Playlogic entwickeltes Hack-and-Slay-Computerspiel für die Spielkonsolen Xbox 360 und Playstation 3, welches im Oktober 2009 erschienen ist. Trotz seiner märchenhaften Optik besitzt das Spiel eine brutale, ins cartoonhafte übersteigerte Gewaltdarstellung.

## Handlung
Ein Riese stiehlt Märchenbücher, was dazu führt, dass die darin behandelten Märchenfiguren in Vergessenheit geraten. Schneewittchen, Rotkäppchen, der nackte Kaiser und Hans von der Bohnenranke wollen das nicht hinnehmen, greifen zu den Waffen und starten einen 22 Level langen Amoklauf.

## Spielprinzip und Technik
Das Spiel basiert auf der Unreal Engine 3, welche auch für Unreal Tournament 3 eingesetzt wird.

## Rezeption
Fairytale Fights erhielt mittelmäßige bis schlechte Bewertungen. Die Rezensionsdatenbank Metacritic aggregiert 47 Rezensionen zu einem Mittelwert von 51. Das deutschsprachige Magazin Gamezone lobte die „charmante“ Grafik, kritisierte aber das Gameplay als repetitiv. Der Humor des Spiels sei abgedreht und grenzwertig.